# Susuacanga
Susuacanga é um gênero de coleóptero da tribo Eburiini (Cerambycinae), na qual compreende 12 espécies.

## Sistemática
- Ordem Coleoptera
  - Subordem Polyphaga
    - Infraordem Cucujiformia
      - Superfamília Chrysomeloidea
        - Família Cerambycidae
          - Subfamília Cerambycinae
            - Tribo Eburiini
              - Gênero Susuacanga (Martins, 1997)
                - Susuacanga falli (Linsley, 1940)
                - Susuacanga hatsueae (Chemsak & Giesbert, 1986)
                - Susuacanga maculicornis (Bates, 1870)
                - Susuacanga octoguttata (Germar, 1821)
                - Susuacanga opaca (Chemsak & Linsley, 1973)
                - Susuacanga patruelis (Bates, 1884)
                - Susuacanga poricolle (Chemsak & Linsley, 1973)
                - Susuacanga rotundipenne (Bates, 1884)
                - Susuacanga stigmatica (Chevrolat, 1835)
                - Susuacanga ulkei (Bland, 1862)
                - Susuacanga unicolor (Bates, 1870)
                - Susuacanga wappesi (Noguera, 2002)